# Хобта Олена Семенівна

Пам'ятник Герою Соціалістичної Праці Хобті О. С., село Гланишів, біля клубу

Олена Семенівна Хобта (27 травня 1882 село Гланишів (за іншими даними — Гайшин), нині Бориспільського району Київської області — 23 квітня 1960, село Гайшин, тепер Бориспільського району Київської області) — українська радянська діячка, одна з ініціаторів масового руху колгоспників за одержання високих врожаїв сільськогосподарських культур. Герой Соціалістичної Праці (16.02.1948). Депутат Верховної Ради УРСР 3—4-го скликань.

## Життєпис
Народилася у родині селянина-бідняка. З дитинства наймитувала.
З 1929 року (перших днів колективізації) — колгоспниця, з 1936 р. — ланкова колгоспу імені Івана Франка Переяслав-Хмельницького району Київської області.
Член ВКП(б) з 1940 року.
У 1947 очолювана нею ланка зібрала по 75,7 ц/га кукурудзи, у наступні роки — по 102—145 ц/га, а в 1950 — по 145 ц/га кукурудзи і по 565 ц/га картоплі.
Обиралася делегатом XVII, XVIII і XIX з'їздів Компартії України.
Михайло Сікорський, творець і генеральний директор Національного історико-етнографічного заповідника «Переяслав» називав святою славетну переяславську трудівницю Олену Хобту. Вона в час війни, вже немолода, три роки жила в курнику, а в хаті вирощувала по 500 курей і здавала їх для Радянської армії. Прославилася, була на іменинах у Сталіна й простодушно питала: «А чому ви, Йосипе Віссаріоновичу, оселедців не їсте?» Вона ж випросила в Москві перший бурякозбиральний комбайн для Переяславщини.

## Відзнаки
Указом Президії Верховної Ради СРСР від 16 лютого 1948 роки за отримання високих врожаїв пшениці, жита і картоплі в 1947 році, удостоєна звання Героя Соціалістичної Праці з врученням ордена Леніна і золотої медалі «Серп і Молот».
Нагороджена двома орденами Леніна (16.02.1948, 26.02.1958).

## У художній літературі і мистецтві
Поет Олекса Ющенко і композитор Платон Майборода створили пісню про Героя Соціалістичної Праці Олену Хобту, в якій є такі рядки:
…Над широким Дніпром,

Над лужком-бережком,

Світить, світить сонечко молоде…

## Пам'ять
Героїня скульптури, за яку її автор Олександр Ковальов в 1950 році отримав Сталінську премію. За оцінкою Максима Рильського «Погруддя Олени Хобти, виконане скульптором О. Ковальовим, — велике досягнення майстра».
Погруддя Олені Хобті встановлено в селі Гланишів.